# Condado del Río Tana
El condado del Río Tana es un condado de Kenia. Recibe su nombre del Río Tana.
Tiene una superficie de 35,375.8 km² y una población de 240,075 habitantes según el censo de 2009.
La capital es Hola. Otras localidades importantes son Ariti, Bura y Garsen.
| Religión en Condado del Río Tana (2018)    | Religión en Condado del Río Tana (2018)    | Religión en Condado del Río Tana (2018) | Religión en Condado del Río Tana (2018) | Religión en Condado del Río Tana (2018) |
| ------------------------------------------ | ------------------------------------------ | --------------------------------------- | --------------------------------------- | --------------------------------------- |
| Religión                                   | Religión                                   |                                         | Porcentaje                              | Porcentaje                              |
| otros cristianos                           | otros cristianos                           |                                         | 72.7 %                                  | 72.7 %                                  |
| Católicos                                  | Católicos                                  |                                         | 15.4 %                                  | 15.4 %                                  |
| Islam                                      | Islam                                      |                                         | 5.3 %                                   | 5.3 %                                   |
| Ninguna (Ateísmo+Agnósticos+no religiosos) | Ninguna (Ateísmo+Agnósticos+no religiosos) |                                         | 2.9 %                                   | 2.9 %                                   |
| Creyentes sectarios y/o otras religiones   | Creyentes sectarios y/o otras religiones   |                                         | 2.4 %                                   | 2.4 %                                   |
| No responde                                | No responde                                |                                         | 1.3 %                                   | 1.3 %                                   |